# Fronteira Benim–Togo
A fronteira entre o Benim e o Togo, essas duas nações de territórios estreitos, alinhados no sentido dos meridianos, é uma linha de 644 km de extensão, que separa o oeste do Benim do território togolês.
No norte faz a tríplice fronteira dos dois países com o leste de Burkina Faso (antigo Alto Volta). Vai para o sul, passando por todas cinco regiões togolesas e pelos seis (dos 12) departamentos do oeste do Benim. Chega ao Golfo da Guiné (Oceano Atlântico) na foz do Rio Mono, o qual forma os últimos quilômetros da linha divisória.
Essas nações, antigas colônias alemã/britânica (Togo) e francesa desde o século XIX, obtiveram suas independências quando do grande movimento de libertação das colônias da África Ocidental em 1960. 